# Andre Braugher

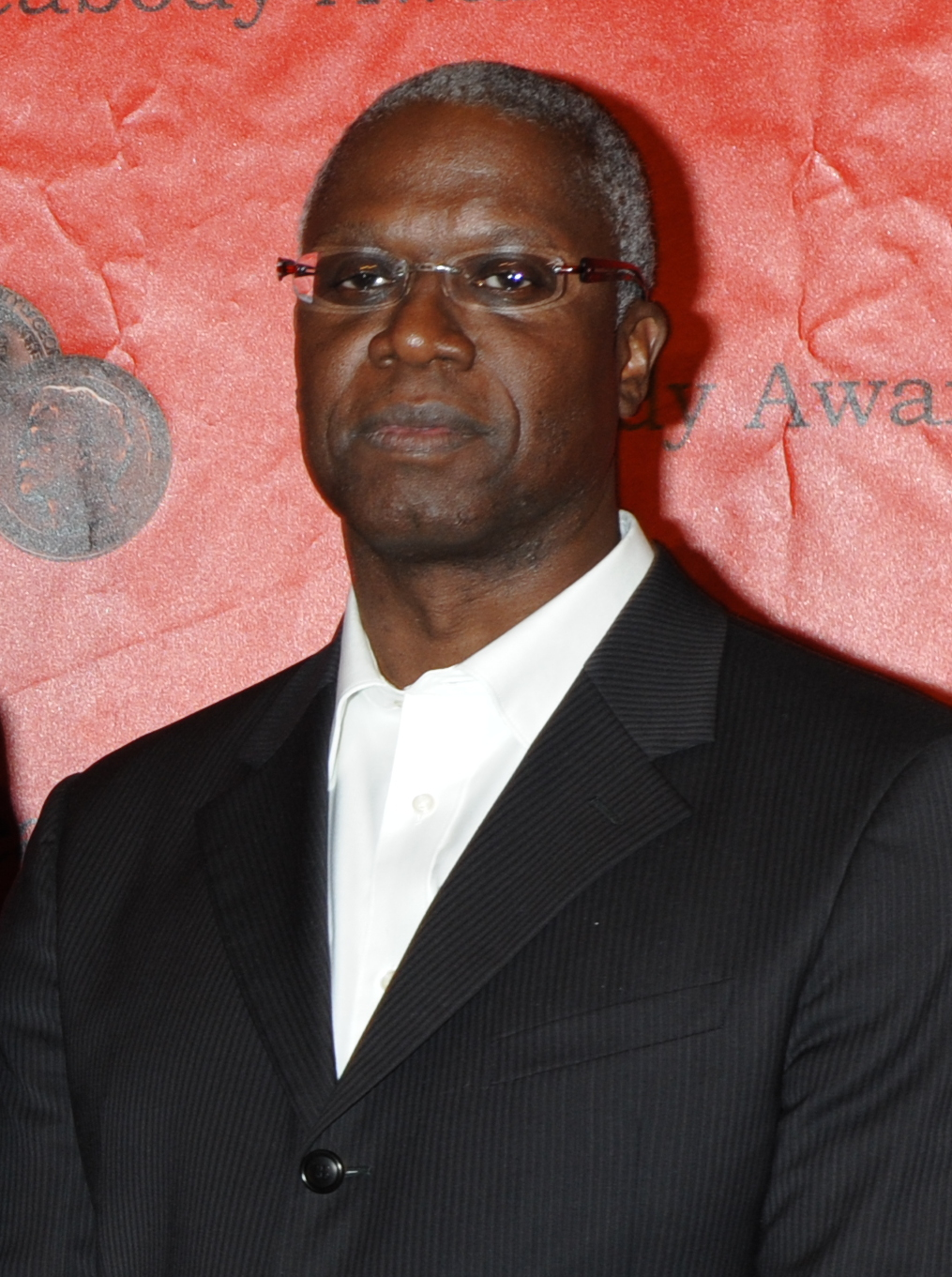
Andre Braugher (2011)

Andre Keith Braugher (* 1. Juli 1962 in Chicago, Illinois; † 11. Dezember 2023 in Los Angeles, Kalifornien) war ein US-amerikanischer Schauspieler. Er wurde durch seine Rollen als Detective Frank Pembleton in Homicide (1993–1998) und als Captain Raymond Holt in Brooklyn Nine-Nine (2013–2021) bekannt und mehrfach mit einem Emmy ausgezeichnet.

## Leben und Leistungen
Braugher wurde 1962 in Chicago als jüngstes von vier Kindern geboren. Nach dem Besuch der High School St. Ignatius College Prep schloss er 1984 Studiengänge in Schauspiel an der Stanford University und 1988 an der New Yorker Juilliard School ab.
Seine erste Filmrolle übernahm Braugher 1989 im Kriegsdrama Glory, in dem er neben Matthew Broderick, Denzel Washington und Morgan Freeman auftrat. In dem Actionfilm Tödliche Nähe spielte er 1993 an der Seite von Bruce Willis, Sarah Jessica Parker und Dennis Farina. 1996 verkörperte er im erfolgreichen Thriller Zwielicht den Ermittler des von Richard Gere dargestellten Martin Vail.
Von 1993 bis 1998 spielte Braugher in der Fernsehserie Homicide. Für seine Rolle darin wurde er 1996 für einen Emmy Award nominiert und gewann den Preis 1998. 1997 war er für einen Golden Satellite Award nominiert, 1997 und 1998 gewann er einen Television Critics Association Award. 1995 erhielt er einen Viewers for Quality Television Award, für den er 1998 erneut nominiert war. Von 1996 bis 1999 erfolgten jeweils Nominierungen für den Image Award.
Braugher spielte 1998 in dem Filmdrama Stadt der Engel die Rolle von Cassiel, einem Freund des Engels Seth, den Nicolas Cage darstellte. Für seine Rolle im Science-Fiction-Thriller Frequency (2000), in dem er an der Seite von Dennis Quaid und James Caviezel auftrat, gewann er 2001 einen Blockbuster Entertainment Award. Ebenfalls 2000 spielte er in der Komödie Traumpaare die Rolle von Reggie Kane, einem ehemaligen Häftling, der sich mit Todd Woods (Paul Giamatti) anfreundet. Für seine Mitwirkung in der Arztserie Gideon’s Crossing 2000 und 2001 war er für einen Golden Globe Award und einen Emmy nominiert. Für seine Rolle in dem Pilotfilm zur Fernsehserie Thief erhielt er 2006 einen weiteren Emmy. Von 2013 bis 2021 spielte er in der Serie Brooklyn Nine-Nine die Rolle des Captain Raymond Holt, für die er mehrfach für den Emmy nominiert wurde.
Sein Schaffen für Film und Fernsehen umfasst mehr als 60 Produktionen, wobei er häufig als Polizist zu sehen war. Ab Ende der 1980er Jahre übernahm er auch mehrere Rollen in Off-Broadway-Theaterinszenierungen. 1996 spielte Braugher bei Aufführungen des Delacorte Theater im New Yorker Central Park die Hauptrolle in Shakespeares Heinrich V. Für diese Rolle wurde er mit einem Obie Award geehrt.
Braugher war ab 1991 mit der Schauspielerin Ami Brabson verheiratet. Der Ehe entstammen drei Söhne (* 1992, 1996 und 2003). 2018 wurde er in die Academy of Motion Picture Arts and Sciences aufgenommen, die jährlich die Oscars vergibt.
Andre Braugher, der nach eigenen Angaben vor dem Jahr 2014 das Rauchen und den Alkoholgenuss aufgegeben hatte, starb im Dezember 2023, mehr als zehn Jahre später, im Alter von 61 Jahren an Lungenkrebs. Die Diagnose hatte er einige Monate zuvor erhalten.

## Filmografie (Auswahl)
- 1989: Glory
- 1990: Murder in Mississippi
- 1993: Tödliche Nähe (Striking Distance)
- 1993–1998: Homicide (Homicide: Life on the Street, Fernsehserie, 100 Folgen)
- 1995: Die Ehre zu fliegen (The Tuskegee Airmen)
- 1996: Law & Order (Fernsehserie, Folge 6x13)
- 1996: Zwielicht (Primal Fear)
- 1998: Stadt der Engel (City of Angels)
- 1998: Love Songs
- 1998: Thick as Thieves
- 2000: Scottsboro: An American Tragedy (Dokumentarfilm, Sprecher)
- 2000: Homicide: Der Film (Homicide: The Movie)
- 2000: Frequency
- 2000: Traumpaare (Duets)
- 2000–2001: Gideon’s Crossing (Fernsehserie, 20 Folgen)
- 2002: 10,000 Black Men Named George
- 2002–2004: Hack – Die Straßen von Philadelphia (Hack, Fernsehserie, 40 Folgen)
- 2003: Soldier’s Girl
- 2004: Salem’s Lot – Brennen muss Salem (Salem’s Lot)
- 2006: Poseidon
- 2006: Thief – Der Millionenjob (Thief, Fernsehserie, 6 Folgen)
- 2007: Fantastic Four: Rise of the Silver Surfer
- 2007: Der Nebel (The Mist)
- 2007: Live!
- 2008: Passengers
- 2008–2011: Men of a Certain Age (Fernsehserie, 22 Folgen)
- 2009–2012: Dr. House (House, Fernsehserie, 5 Folgen)
- 2010: Salt
- 2011–2015: Law & Order: Special Victims Unit (Fernsehserie, 6 Folgen)
- 2012: The Baytown Outlaws
- 2012–2013: Last Resort (Fernsehserie, 13 Folgen)
- 2013–2021: Brooklyn Nine-Nine (Fernsehserie, 153 Folgen)
- 2021: Spirit – Frei und ungezähmt (Spirit Untamed, Stimme)
- 2022: She Said
- 2022: The Good Fight